# Цяньвэй
Цяньвэ́й (кит. упр. 犍为, пиньинь Qiánwéi) — уезд городского округа Лэшань провинции Сычуань (КНР).

## История
При империи Цинь на этой территории был образован уезд Наньань (南安县). При империи Хань в 135 году до н. э. появилась область Цяньвэй (犍为郡), названная в честь горы Цяньвэйшань.
При империи Северная Чжоу в 563 году из уезда Наньань был выделен уезд Уян (武阳县). При империи Суй в 583 году он был переименован в Цяньвэй.
В 1952 году был образован Специальный район Лэшань (乐山专区), и уезд Цяньвэй вошёл в его состав. В 1970 году Специальный район Лэшань был переименован в Округ Лэшань (乐山地区). В 1985 году округ Лэшань был преобразован в городской округ Лэшань.

## Административное деление
Уезд Цяньвэй делится на 12 посёлков и 18 волостей.

Посёлки: Юйцзинь (玉津镇), Цинси (清溪镇), Лочэн (罗城镇), Багоу (芭沟镇), Шиси (石溪镇), Синьминь (新民镇), Сяогу (孝姑镇), Лункун (龙孔镇), Динвэнь (定文镇), Аоцзя (敖家镇), Цзиньшицзин (金石井镇), Цюаньшуй (泉水镇).

Волости: Шуанси (双溪乡), Цзюцзин (九井乡), Тунсин (同兴乡), Чжагу (榨鼓乡), Телу (铁炉乡), Дасин (大兴乡), Наньян (南阳乡), Цзицзя (纪家乡), Синьшэн (新盛乡), Шоубао (寿保乡), Уюй (舞雩乡), Сяду (下渡乡), Юйпин (玉屏乡), Миньдун (岷东乡), Танба (塘坝乡), Мамяо (马庙乡), Гунпин (公平乡), Фулун (伏龙乡).

## Экономика
В уезде развиты цветоводство (особенно выращивание жасмина), производство эфирных масел, жасминового чая, кондитерских изделий и цветочной косметики, а также сельский туризм. По состоянию на 2024 год площадь посадок жасмина составляла более 5,7 тыс. га. Цяньвэй занимает второе место в Китае по масштабам производства жасмина.